# Lamoraal Egmont
Lamoral, hrabě van Egmont, kníže van Gavere (18. listopadu 1522, La Hamaide poblíž Ellezelles – 5. června 1568, Brusel) byl generál a flanderský státník, jehož poprava pro údajnou zradu krále Filipa II. přispěla k dalšímu podnícení bojů o nizozemskou samostatnost na španělské koruně. V dnešní době je znám hlavně jako postava ze hry Johanna Wolfganga Goetha Egmont či z předehry Ludwiga van Beethovena Ouvertüre Egmont und Musik-Szene op.84 k této hře. Během renesančních válek v druhé polovině 16. století byl ovšem proslulým evropským vojevůdcem a jeho jméno znělo předními evropskými dvory.

## Nástup ke slávě
Lamoral se narodil na hradě svých předků, nedaleko Alkmaru v tehdy španělském Nizozemí 18. listopadu 1522. Jeho otec byl nositel Řádu zlatého rouna a generál všech švališerů Neapolska a Toskánska. Zemřel, když bylo Lamoraalovi šest let. Jeho matka byla sestrou správce Flander. Po smrti manžela se nevdala a veškerou péči věnovala svým třem dětem, Lamoraalovi, jeho staršímu bratru Charlesovi a jeho sestře Markétě. Ve věku šestnácti let Larmoraal odešel ke dvoru v Madridu získat výchovu a vzdělání potřebné pro velmože.
Roku 1541 se Lamoraal se svým bratrem Charlesem zúčastnil výpravy vedené španělským králem a německým císařem Karlem V. do severní Afriky, do Alžíru, proti berberským pirátům. Ale bejlerbej (vládce a správce) území Hasan Aga útok odrazil a následující bouře neúspěch výpravy dovršila. Trhy v Alžíru a v Istanbulu se naplnily křesťanskými otroky. Lamoraal, velící kompanii lehké kavalerie, vyvázl jen s lehkou ranou. Jeho bratr Charles utrpěl těžké zranění a na jeho následky v prosinci 1541 zemřel. Lamoraal zdědil hraběcí titul, všechny čestné úřady a také rodové statky ve Flandrech a Hollandu, což představovalo knížectví Gavere a dále sedm či osm baronství a několik dalších panství.

## Egmont vojevůdce
V roce 1542 spolu s Karlem V. Lamoraal, hrabě Egmont dobyl město Duren na Julišsku. Roku 1544 se hrabě Lamoraal d'Egmont oženil. Svatby se zúčastnil císař Karel V. a také jeho bratr český král Ferdinand I. Už dva měsíce po svatbě se Egmont přidal k válečné výpravě císaře Karla V. proti Francii. Účastnil se s ním dobývání francouzského Saint-Dizier. Když vojsko pochodovalo krajem Champagne, bylo mu svěřeno velení kompanie gens ďarmes, padesáti rytířských lances, tedy kopí. Šlo o jednotky plně vyzbrojených těžkých jezdců, většinou urozeného původu. Tato proslulá kavalerie compagnies ďordonnance (ordonanční kompanie) byla poslední dědičkou tradice rytířských jezdců. Jako její velitel dostal hrabě Egmont od císaře Karla V. prestižní řetěz Řádu zlatého rouna. Při obléhání lotrinských Met mu císař svěřil velení dvou tisíc jezdců, tzv. noirs harnois - v černé zbroji odění. Jezdec v němčině se řekne der Reiter, odtud označení rejtar. Roku 1553 velel Lamoraal jednotkám žoldnéřů vyzbrojených nejen kopími, ale i prvními jezdeckými střelnými zbraněmi arkebuzami či pistolemi. S těmito žoldnéři podnikl tzv. chevauchée - drancovací výpravy - do kraje Artois, cílem těchto výprav bylo plenění. Poté Lamoraal podnikl tzv. průzkum bojem proti Francouzům v Picardii. Následně výpravu zopakoval, ale padl do léčky a byl nucen se z pasti doslova prosekat. Přes francouzské eskadrony prý projel celkem třikrát. To znamená, že třikrát zaútočil a opět se vracel. Pár měsíců poté se Lamoraal z vojevůdce stal diplomatem.

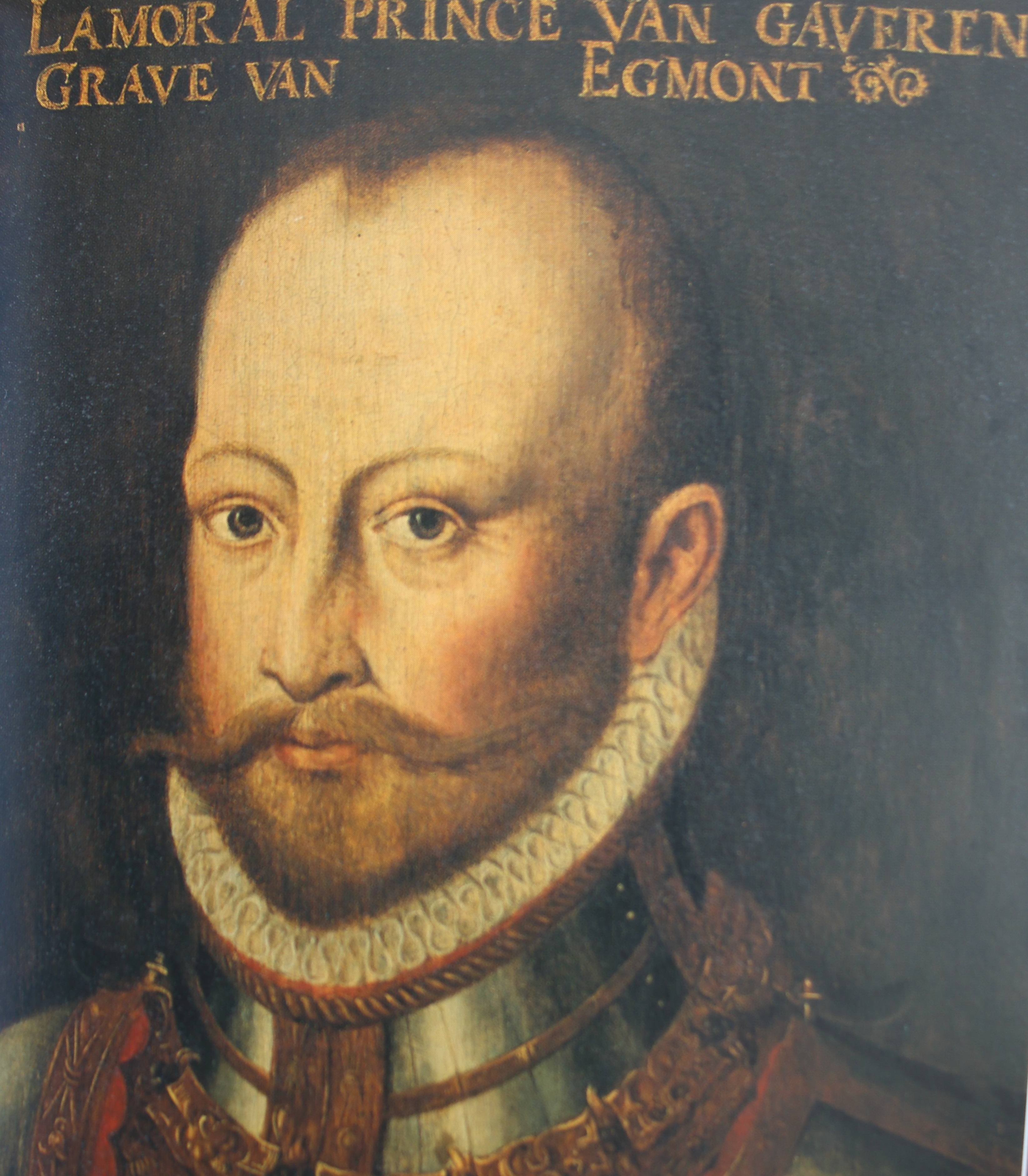
Lamoraal Egmont

## Egmont diplomat
Lamoral si získal značnou důvěru a přízeň Karla V. Proto se v lednu 1554 stal hlavou poselstva, které dojednávalo v Anglii sňatek infanta Filipa s Marií Tudorovnou. V anglické historii proslula Marie Tudorovna jako Krvavá Marie - Bloody Mary. Hrabě se vrátil s úspěšným sjednáním sňatku a doprovázel pak infanta na jeho plavbě ze španělské La Coruni do Londýna a zúčastnil se i svatby. V lednu 1556 se Karel V. vzdal vlády a odešel do kláštera. Vládu předal Filipovi, ze kterého se stal španělský král Filip II. Pro tehdy španělské Nizozemí se nadcházely bouřlivé časy. Příměří mezi Španělskem a Francií trvající pět let roku 1557 skončilo. Vypukla válka.

## Den sv. Vavřince
Roku 1557 vypukly boje v Itálii a Flandrech. Vévoda Savojský vytáhl v červenci roku 1557 boje se svou armádou, složenou z Vlámů, Španělů a Němců. Jeho třicet pět tisíc pěšáků a dvanáct tisíc jezdců pochodovalo Pikardií směrem na Saint-Quentin. K městu armáda dorazila 2. července 1557. Začalo obléhání. Admirál de Coligny město bránil ze všech sil, neboť Saint-Quentin představoval poslední překážku pro nepřítele v jeho tažení na Paříž. Městu táhl na pomoc i francouzský konetábl - po králi nejvyšší velitel všech vojsk - Anne de Montmorency. K bitvě došlo 10. srpna, na den svatého Vavřince. Odtud tedy název bitvy. Jádro španělské armády se rozložilo na levém břehu řeky Sommy, tedy u obleženého města. Montmorency směřoval k pravému břehu řeky, kde stálo jen opevněné předmostí. Přestože Montmorency vedl jen čtyři tisíce francouzských a německých pěšáků, dva tisíce jezdců a čtyři děla, porazil slabé odřady a došel až k předměstí. Což se ukázalo jako chyba. Lépe bylo obsadit jediný most stojící proti proudu řeky u Rouvroy, a zabránit tak nepříteli přijet na pomoc svým napadeným jednotkám. Když si Montmorency svou chybu uvědomil, bylo pozdě. Jako první ze savojských jednotek přes most k Montmorencyho jednotkám dorazil Egmont se sedmi tisíci švališéry. Ti zaútočili na dva tisíce těžkých jezdců vévody de Nevers. Vévoda poslal kurýra k Montmorencymu se žádostí o pomoc.Ten se proto rychle vracel zpět na pomoc ohroženému vévodovi de Nevers. Princ de Condé byl ponechán u mlýna Gratte-Panse, aby Montmorencyho kryl zadním vojem. Sám Montmorency pochodoval k lesíku u Jussy, který ho mohl ochránit před Egmontovou přesilou. Egmont však byl rychlejší, zastoupil Francouzům cestu a podkovovitě je obklíčil. Francouzský vévoda ďEnghien, Jean de Bourbon se pokusil čelit obklíčení protiútokem, ale nastalý zmatek bránil jeho jezdcům v seskupení. Pěchota se pokusila čelit obklíčení a seskupit se do obranných čtverců, ale v napadeném týlu byly převážně nebojující složky. Ty se daly na útěk a přispěly tak k ještě většímu zmatku. Pět set rytířských lances projelo kolem francouzské kavalerie hraběte de la Rochefoulcalda takřka bez povšimnutí a zaútočilo na bezbranné pěšáky. Rochefoulcald a ďEnghien ve snaze situaci zachránit veleli k v protiútoku, ale to už Egmontovi dorazily posily od savojského vévody a jeho jízdní pistoliers, jezdci s arkebuzami a pistolemi, získali převahu. Pierre ľEstoile o ďEnghieno konci později napsal: Vévoda ďEnghien odpovídal seky meče těm, co ho vyzývali, aby se vzdal, a zemřel se slovy ´Bůh uchovej, aby o mně řekli, že jsem se té kanálii vzdal ´. Princ de Condé Luis, ďEnghienův bratr také vzdoroval, ale Egmontův útok jej prakticky smetl. Bussy de Rabutin napsal o Egmontově útoku vedeném ze dvou stran: Nejprve uspořádal 12 000 koní, jimiž v osmi eskadronách vládl, rozvinul je do půlkruhu kolem francouzské kavalerie, a pak dal signál ke generálnímu útoku. Jen hrstka unikla do lesa Jussy, zbytek padl do zajetí či zůstal na bojišti. Nevers a Condé unikli, zraněný Montmorency byl nucen odevzdat svůj meč Egmontovi. Cesta na Paříž byla volná. Filip II. ale postup armády zastavil.

## Bitva u Gravelines 13. července 1558
Během zimy se Francouzům podařilo některá města získat zpět, mezi jinými také Calais a Dunkerque. Egmont dostal 15 000 pěšáků a 3 000 kavaleristů, aby v západních Flandrech podnikl protiakci. U Gravelines, města v písečných dunách mezi Calais a Dunkerque dostihl maršála de Termes s podobně početným vojskem. De Termes zaujal obranné postavení, ale jezdci mu nedali šanci a z moře pálila děla Angličanů, kteří v té době byli spojenci Španělska. Termesovo obranné postavení se změnilo v past. Mnohý voják, kterému se podařilo z pasti uniknout, skončil v rukou venkovanů. Zejména ženy nikoho nešetřily a nejeden uprchlík byl jejich rukou ukamenován. Porážka Francie byla zdrcující, vítězství Španělska oslnivé. Zatímco Egmont měl tři stovky mrtvých či raněných, de Termés 12 500 mrtvých, raněných či zajatých. Jindřichu II. nezbývalo než podepsat v Cateau-Cambrésis 3. dubna 1559 mír. Ztratil strategický Dunkerque, 198 měst a hradů, musel opustit Itálii a rezignovat na vše, co Francie ve válce, trvající 65 let, získala.

## Nepokoje v Nizozemí
Výsledky války měly vliv i na osud Nizozemí. Filipovi II. vadilo stavovské uspořádání v Nizozemí, také mu vadilo pronikání francouzského kalvinismu, které pokládal za kacířské učení. Navíc Španělsku i přes zlato a stříbro dovážené z Ameriky hrozil bankrot. Filip II. se proto rozhodl pro zvýšení zdanění obchodu a podnikání. Marně proti tomu protestovali hrabě Egmont, admirál Hoorne a princ Oranžský, včetně členů nizozemské státní rady. Začala se formovat protišpanělská opozice, a to nejen mezi šlechtou., ale i u prostých lidí. Tyto nálady vedly až k lokálním vzpourám. Na jaře 1566 při předávání nizozemské petice místodržitelce Markétě Parmské poznamenal jeden z mužů po jejím boku: Nebojte se těch žebrákůǃ. Žebrák - vlámsky géz, franc. geus. Odtud pojmenování odpůrců španělské nadvlády: gézové. Po propuknutí nepokojů poslal Filip II. v létě 1567 do Flander vévodu z Alby s desetitisícovou armádou. Vilém Oranžský se rozhodl k útěku do vyhnanství a totéž radil i Egmontovi. Hrabě Lamoraal odmítl útěk a loučil se s Vilémem slovy: Sbohem, princi bez země. Princ Vilém Oranžský si o Filipovi II žádné iluze nedělal a odpověděl: Sbohem, hrabě bez hlavy.

## Egmontova poprava
Spoléhat na Filipovu vděčnost se ukázalo být chybou. Egmont důvěřivě vyjel Albovi naproti, ale ten už měl jasný rozkaz: Zatknout a exemplárně potrestat hlavní představitele země, kteří se provinili během nepokojů. V noci 9. září byli Egmont Lamoraal a admirál Hoorne zatčeni a převezeni do Gentu. Za propuštění tak slavného válečníka se přimlouvali císař Maxmilián II., francouzský král, bavorský vévoda a další knížata. Část španělského Nizozemí se proti Filipovi II. vzbouřila a Vilém Oranžský s žoldnéři, naverbovanými v Německu, začal válku proti Albovi. V bitvě u fríského Heiligerlee porazil Vilémův bratr španělského generála. Alba se rozhodl do boje proti Vilémovi zasáhnout osobně. Pokládal za riskantní nechat dva vznešené vězně ve Flandrech. Obával se, že by jim rebelové mohli pomoci uniknout a oni se pak mohli postavit do čela vzbouřenců. Rozhodl se pro rychlý konec. Soud trval jen jeden den. Hrabě Lamoraal a admirál Hoorne byli obviněni z hrdelního zločinu urážky Veličenstva, urážky katolické víry, z pokusu odtrhnout nizozemské provincie od španělské koruny a byli odsouzeni k trestu smrti stětím. Poprava se konala 5. června v jedenáct odpoledne. Hrabě, oděný do noční košile z karmínového damašku, s krajkovým kapesníkem v jedné ruce a kloboukem v ruce druhé a šeptajíc žalm Miserere moi prošel špalírem vojska a vystoupal na popravčí lešení, potažené černým suknem. Popravčí lešení bylo postavené na Velkém náměstí před radnicí a Královským domem. Prostor byl střežen 22 kompanií arkebuzírů s loučemi. Před špalkem hrabě poklekl na podušku, pomodlil se, políbil kříž, sepjal ruce a pravil nahlas: Do tvých rukou Pane, poroučím svou duši. V tom okamžiku vystoupil na lešení kat, a aniž ho odsouzenec spatřil, jedním sekem ukončil jeho život. Po té přišla řada na hraběte Hoorna. Do tří hodin byly uťaté hlavy vystaveny. Dav přihlížející exekuci náměstí zcela zaplnil. Alba počítal s tím, že exekuce obyvatele Bruselu zastraší. Ale výsledkem byl opak. Odpůrci španělské nadvlády měli náhle své mučeníky a z exekuce se zrodila ozbrojená vzpoura. Posledního srpna vyzval Vilém Oranžský všechny nizozemské poddané španělského krále k boji proti Filipovi II. Vilém svůj boj na podzim prohrál. Španělsko však získalo protivníka nejen v pravidelné armádě, ale muselo vést neustálý partyzánský boj s lesními a námořními gézy. Po krvavých bojích v červenci 1581 sedm severních provincií spojených v Utrechtské unii, vyhlásilo odtržení od Španělska a nezávislost. Egmont byl pohřben v Zottegem, městě, kde stojí jeho muzeum, hrad a dvě sochy.
Lamoraal Egmont - stručný přehled v datech
- 1522 Egmont se narodil, blízko Alkmaru
- 1538 Egmont odjíždí na výchovu k madridskému dvoru
- 1541 neúspěšná výprava proti Alžíru
- 1542 výprava s Karlem VI. na Julišsko
- 1544 ve válce s Francouzi získal řetěz Zlatého rouna
- 1554 vede poselstvo, dojednávající sňatek infanta Filipa s Marií Tudorovnou
- 1557 vítězí v bitvě u Saint-Quentin na den sv. Vavřince
- 1558 vítězí v bitvě u Gravellines
- 1567 zatčen vévodou z Alby
- 1568 popraven stětím v Bruselu